# Willi Meinck

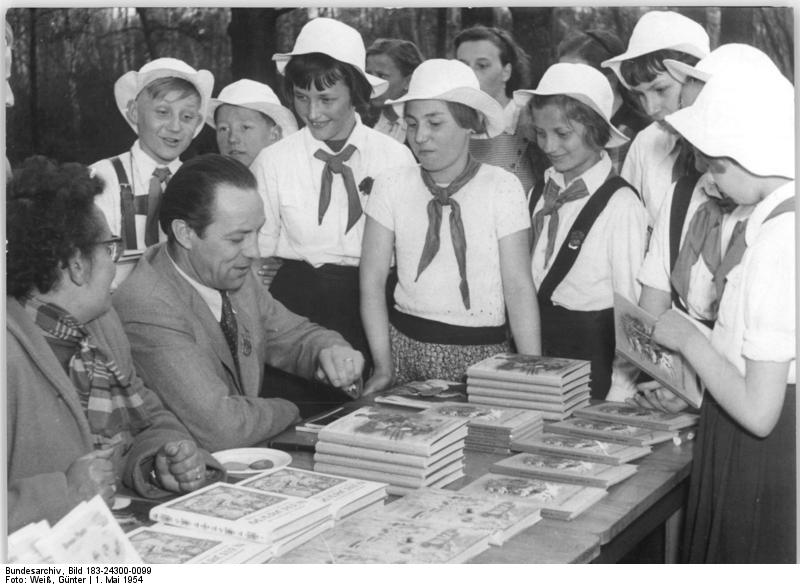
Bücherbasar mit Ilse Korn und Willi Meinck in Berlin beim Volksfest zum 1. Mai im Pionierpark „Ernst Thälmann“ Wuhlheide (2. Mai 1954)

Willi Meinck (* 1. April 1914 in Dessau; † 7. April 1993 in Zittau) war ein deutscher Schriftsteller.

## Leben
Willi Meinck entstammte einer Arbeiterfamilie. Von 1929 bis 1933 absolvierte er eine Lehre als Schriftsetzer und war aktiv in der
Arbeitersportbewegung.
Nach der Machtergreifung der Nationalsozialisten und der Verhaftung mehrerer Familienmitglieder emigrierte er 1933 nach Frankreich, von wo er allerdings bereits 1934 nach Deutschland zurückkehrte. Er übte verschiedene Hilfstätigkeiten aus, u. a. als Verlagsvolontär. 1936 versuchte er sich der drohenden Einberufung durch erneute Flucht, diesmal nach Ungarn, zu entziehen. Er wurde ins Deutsche Reich ausgewiesen und dort 1938 als Sanitäter zur Wehrmacht eingezogen.
Nach der Teilnahme am Zweiten Weltkrieg und anschließender amerikanischer Kriegsgefangenschaft kehrte Meinck 1946 nach Deutschland zurück. Er ging in die Sowjetzone, wo er als Neulehrer und später als Leiter einer Lehrerbildungsanstalt tätig war. Ab 1950 arbeitete er als Redakteur und Cheflektor im Schulbuchverlag Volk und Wissen. Nach 1955 lebte er als freier Schriftsteller in Berlin, später in Zittau. Ab den Sechzigerjahren unternahm er ausgedehnte Reisen, vor allem nach Indien und in die VR China.
Willi Meincks Werk besteht vor allem aus Kinder- und Jugendbüchern, die häufig auf spannende Weise historische Themen behandeln und in der DDR eine große Leserschaft hatten. Vor allem sein zweibändiges Werk über Marco Polo wurde von der Kritik hoch gelobt. Außerdem veröffentlichte Meinck mit Das verborgene Licht und Das zweite Leben zwei autobiografische Romane sowie Bücher mit Reportagen über seine Reisen nach Indien und Südostasien.

## Werke
- Das Geheimnis der finnischen Birke, Berlin 1951
- Henri, der tapfere Matrose, Berlin 1952
- Die Aufstände der Bürger von Worms und Köln, Berlin 1953
- Der Herbststurm fegt durch Hamburg, Berlin 1954
- zusammen mit Hans Mau: Die seltsamen Abenteuer des Marco Polo (= Marco Polo. Band 1). 1. Auflage, Kinderbuchverlag, Berlin 1955.
- zusammen mit Hans Mau: Die seltsamen Reisen des Marco Polo = The strange travels of Marco Polo (= Marco Polo. Band 2). 1. Auflage, Kinderbuchverlag, Berlin 1956.
- Der König der Felder, Berlin 1956
- Kuddel und Fietje, 3. Aufl., Berlin 1958
- Hatifa, Berlin 1958
- Die rote Perle, Berlin 1958
- Die Moorbande und andere Erzählungen, Berlin 1959 (zusammen mit Horst Beseler und Michael Deutsch)
- Das verborgene Licht, Berlin 1959
- Nixe und der Große Einsame, Berlin 1960
- Hatifa, Drehbuch 1960
- Der Neger Jim, Berlin 1961
- Das zweite Leben, Berlin 1961
- Salvi Fünf oder Der zerrissene Faden, Berlin 1966
- Untergang der Jaguarkrieger, Berlin 1968
- Der Pfefferschotenhändler, Berlin 1969
- Die gefangene Sonne, Halle (S.) 1971
- Die schöne Madana, Berlin 1973
- Tödliche Stille, Berlin 1974
- Das Ramayana, Berlin 1976
- Delibab oder Spiel mit bunten Steinen, Berlin 1978
- Warten auf den lautlosen Augenblick, Halle u. a. 1980
- Auf einmal kam ein Riese, Berlin 1981
- Wie Pandschi Puthan den mächtigen Strom zähmte und andere märchenhafte Geschichten aus Sri Lanka, Berlin 1981 (zusammen mit Kaluacci Jayatilaka)
- Die Blumenwiese am Auge des Himmels, Berlin 1983
- Kaffeetrinken im Grand-Hotel, Halle u. a. 1984
- In den Gärten Ravanas, Halle u. a. 1986
- Katerträume, Berlin 1988 (zusammen mit Karl-Heinz Appelmann)
- Der Oybin brennt, Waltersdorf 1992
- Sprünge über die Jahre 1983–1992, unveröffentlicht

## Herausgebertätigkeit
- Ramón Amaya-Amador: Morgendämmerung, Berlin 1956

## Auszeichnungen
- 1968 Alex-Wedding-Preis
- 1974 Vaterländischer Verdienstorden in Bronze
- 1974 Johannes-R.-Becher-Medaille in Gold
- 1979 Nationalpreis 3. Klasse
- 1984 Vaterländischer Verdienstorden in Silber
- 1989 Vaterländischer Verdienstorden in Gold

## Studienreisen
- Volksrepublik China, 1955
- Sizilien, 1957/58
- Irak, 1965
- Indien, 1967/69/71/75/79
- Nepal, 1969/71
- Ungarn,  1976
- Italien, 1977